# Пропускная способность (транспорт)
Пропускна́я спосо́бность в транспортном планировании — расчётный показатель, показывающий какое количество транспортных средств или пешеходов может пропустить объект транспортной инфраструктуры за единицу времени:
- Пропускная способность дороги или улицы определяет максимальное количество транспортных средств[1];
- Пропускная способность тротуара или пешеходного перехода определяет максимальное количество пешеходов[1];
- Пропускная способность железнодорожного участка определяет максимальное количество поездов или пар поездов[2];
- Пропускная способность остановочного пункта или железнодорожной станции определяет максимальное количество транспортных средств или грузовых составов и заданном числе пассажирских поездов, которые может обслужить остановочный пункт или железнодорожная станция[1][2].
- Пропускная способность участка — размер движения поездов (пар поездов), который может быть выполнен за единицу времени в зависимости от технической оснащенности железнодорожного участка и способа организации движения поездов[2].

Пропускная способность участка подразделяется на:
- Наличную пропускная способность, при которой учитываются технологические «окна» и коэффициент надежности работы техники;
- Ожидаемую пропускную способность, рассчитываемую при проектируемом техническом оснащении;
- Потребную пропускную способность, рассчитываемую для перспективных потоков поездов;
- Результативную пропускную способность, которая рассчитывается на основе пропускной способности отдельных устройств.